# Lancia D25
La Lancia D25 è un'automobile da competizione realizzata dalla casa torinese Lancia nel biennio 1954/55.

La D25 pilotata da Juan Manuel Fangio al debutto in corsa al Tourist Trophy l'11 settembre 1954

## Il contesto
Tra la fine del 1953 ed i primi mesi del 1954 la Lancia, constatato che la potenza delle D24 da 3,3 litri è insufficiente a fronteggiare la concorrenza, mette allo studio un motore di maggior cilindrata (3,7 litri) - denominato D25 - che, montato su una D24, debutta senza troppa fortuna il 27 giugno 1954 al Gran Premio di Porto. Naturalmente il progetto D25 non si limita ad un innalzamento della cilindrata del motore, ma – nelle intenzioni – dovrebbe investire quasi tutte le parti meccaniche della vettura. Però questo progetto non procede con le necessarie rapidità e determinazione in quanto il secondo semestre del 1954 è caratterizzato da una buona dose di incertezza circa la futura attività sportiva della casa torinese. Bisogna considerare che il 1954 è, per la Lancia, un anno “difficile”: le vendite dell'Aurelia (malgrado il lancio della seconda serie berlina) procedono a rilento, mentre quelle della più recente Appia non raggiungono i numeri sperati, segno evidente che i successi delle D23 e D24 in campo internazionale non hanno aiutato ad incrementare i volumi di vendita delle vetture di serie, e Gianni Lancia, già alle prese con le problematiche legate alla D50 di Formula Uno, comincia a pensare seriamente all'ipotesi di un abbandono delle gare per vetture “sport” e, primo passo in tale direzione, riduce - o quanto meno centellina - i notevoli investimenti che la realizzazione del progetto D25 sembra richiedere. La D25 debutta comunque al Tourist Trophy del settembre 1954. Si tratta però di una vettura, esteticamente assai simile alla precedente D24, poco diversa dalla progenitrice anche per quanto concerne le altre caratteristiche tecniche. A parte alcune modifiche al telaio resesi indispensabili per ospitare il nuovo motore, si rilevano variazioni nelle sospensioni. Varia anche la misura del passo: delle tre vetture assemblate inizialmente, due presentano un passo allungato (cm 245 anziché 240) ed una, al contrario, un passo accorciato (cm 230).

L'ultima D25 realizzata nel 1955 ed ora conservata nel Museo Lancia

Dopo la disputa del Tourist Trophy lo sviluppo della D25 si arresta: ad una settimana di distanza dalla deludente prova inglese, pare (taluni sostengono si trattasse di una D24) che una D25, affidata ad Eugenio Castellotti, abbia disputato e vinto una corsa in salita in Italia (la Bologna-Raticosa), poi la scomparsa definitiva dalla scena.
All'inizio del 1955, forse più che altro per venire incontro ad uno specifico desiderio di Alberto Ascari che avrebbe voluto partecipare alla Carrera Panamericana di fine anno, si vara la costruzione di un esemplare speciale di D25 munito di una diversa carrozzeria - sempre dovuta a Pininfarina – caratterizzata da una calandra anteriore più bassa e più larga. La morte di Alberto Ascari (26 maggio 1955) e l'inatteso annuncio di cancellazione della "Carrera" da parte del Governo Messicano, segna la fine inesorabile della D25. L'esemplare allestito, quasi completo, viene in qualche modo ultimato e subito relegato nel Museo Lancia.

## Storia e caratteristiche
Come già s'è più volte detto, il debutto della D25 avviene – relativamente al propulsore – il 27 giugno 1954 in occasione del Gran Premio di Porto, gara cui partecipa una D24 adattata per ospitare il nuovo motore, sempre a 6 cilindri a V di 60°, ma con cilindrata innalzata a cmc 3749,69 (alesaggio mm 93,00 - corsa mm 92,00). Rispetto al D24, il motore D25 - che alla fine ha un peso solo lievemente superiore ed un ingombro maggiore di 10 cm in lunghezza - ha un monoblocco con diverso disegno di fusione ed un sistema di lubrificazione modificato, ma le altre sue caratteristiche non differiscono sostanzialmente, se non nella riduzione dell'angolo delle valvole (66 gradi anziché 72) e nel sovradimensionamento del diametro dei perni di banco (da mm 68 a mm 69,9 circa) e di manovella (da mm 53 a mm 57,5 circa).  Con un rapporto di compressione di 8,6:1 la potenza di questa unità motrice è di circa 300/305 HP a 6500 giri/minuto. A causa del maggior ingombro longitudinale, il motore viene spostato leggermente in avanti e la scatola dello sterzo dev'essere conseguentemente modificata. Le due D25 che corrono il Tourist Trophy in settembre adottano il citato motore da 3,7 litri ma presentano anche alcune altre innovazioni nei confronti delle precedenti D24. In particolare, nel motore troviamo nuovi tubi di scarico, marmitta rinforzata, maggiorazione puleggia pompa benzina,  filtro benzina e filtro olio modificati. Il differenziale è autobloccante Lancia. La frizione monta dischi portanti guarnizioni FREN-DO 554 incollate. Le sospensioni anteriori, ridisegnate, sono oggetto di parecchie modifiche: rimangono naturalmente le ruote indipendenti e la balestra trasversale superiore (che però non è più portante) ma il sistema prevede ora i bracci trasversali. I freni a tamburo hanno ora 4 ganasce autofrenanti con diametro di cm 34 sia anteriormente che posteriormente e sono montati sulle ruote. Il serbatoio del carburante, in alluminio saldato, ha ora una capienza di 115 litri. Due i passi previsti: cm 230 (passo corto) su un esemplare (la D25-0002), cm 245 (passo lungo) su due esemplari (le D25-0003 e D25-0004), mentre le carreggiate misurano cm 130 anteriormente mentre posteriormente sono previsti due diversi valori (cm 126 e cm 132) ma non è chiaro il motivo di questa differenziazione. Le gomme sono sempre di misura 6.00x16 anteriormente mentre posteriormente si passa dal 6.50x16 delle D24 al 7.00x16 delle D25. La velocità massima delle D25, con il rapporto al ponte più “lungo”, è dell'ordine dei 290 km all'ora. Dopo lo sfortunato esordio al Tourist Trophy, le D25 non appaiono più in corsa, se non alla Bolzano-Mendola dove, secondo alcune fonti, Eugenio Castellotti avrebbe vinto alla guida di una D25.
Per completare il quadro d'assieme, occorre ricordare che il motore D25 era stato progettato in funzione di successivi sviluppi che avrebbero potuto incrementare la potenza fino a valori dell'ordine dei 340-350 HP. Due altri motori vennero studiati per equipaggiare questa vettura, un 8 cilindri a V di 90° (alesaggio mm 82, corsa mm 88, cilindrata cmc 3717,84) ed un 6 cilindri a V di 60° (alesaggio mm 90, corsa mm 97, cilindrata cmc 3702,53): entrambi vennero presto accantonati. Una variante del motore D25, studiata in previsione dell'eventuale partecipazione alla Carrera Panamericana - prevedeva invece la riduzione della cilindrata originaria - da cmc 3749,69 a cmc 3464,39 - mediante la riduzione del valore della corsa del cilindro (da mm92 a mm 85, fermo restando i 93 mm di alesaggio). Una D25 munita di questo motore, viene collaudata l'8 ottobre 1954 da Luigi Villoresi sul circuito sanremese di Ospedaletti, ma la prova si conclude con un incidente causato dal guasto dello sterzo: il pilota ne esce illeso, ma la vettura riporta alcuni danni. A quanto risulta, questa è davvero l'ultima uscita di una D25, dal momento che la Lancia decide di non partecipare alla Carrera Panamericana e che di lì a poco comunicherà ufficialmente il ritiro da questo genere di competizioni.

### Numerazioni e storia dei singoli esemplari

#### Periodo di costruzione
1954/55

#### Modello
Tipo D25, spider competizione, con guida a destra

#### Motore
Tipo D25 da 3,7 litri

### Numerazione, “storia” e “vicissitudini” dei singoli autotelai

#### Telaio #D25-0001
Si tratta in realtà della #D24-0001, una macchina il cui curriculum è particolarmente complicato: immatricolata la prima volta il 20-8-53 con targa TO151241; il 30 agosto 1953 debutta alla 1000 km del Nurburgring (Piero Taruffi/Robert Manzon), poi corre il Gran Premio Supercortemaggiore (Piero Taruffi); non fa parte della spedizione per la Carrera Panamericana del novembre 1953; nel 1954 disputa la 12 Ore di Sebring (Luigi Valenzano/Porfirio Rubirosa), la Targa Florio (Eugenio Castellotti); poi viene destinata ad ospitare il motore D25 per i collaudi (in quelle occasioni è ritargata TO158156) e partecipa con Alberto Ascari (munita appunto del motore D25), al Gran Premio di Porto; con il motore 3,3 litri termina la carriera (pilotata da Piero Taruffi) in due gare organizzate in Sicilia, alla Catania-Etna ed alla Coppa D'Oro a Siracusa. In ultima analisi, non può essere considerata come esemplare di D25.

#### Telaio #D25-0002
Nasce dalla “trasformazione” della #D24/0006, una D24 costruita ex novo nel febbraio 1954 in vista della partecipazione alla Mille Miglia, targata il 26-4-54 (TO162250), dovrebbe partecipare alla Mille Miglia 1954 con Alberto Ascari, ma la macchina è oggetto di un “trapianto” di motore e cambio (per cui motore e cambio di questa 0006 vengono spostati sulla 0002 (ex 0004), di nascosto da Ascari); dopo la Mille Miglia la vettura viene  “accantonata” e successivamente “trasformata” in D25 (viene numerata D25-0002 e riceve la targatura TO 158157 in data 11/2/1954); partecipa con Juan Manuel Fangio/Eugenio Castellotti al Tourist Trophy 1954. Forse è la vettura vittoriosa con Eugenio Castellotti alla Bologna-Raticosa 1954. Forse è l'esemplare che nel 1955 venne munito di una nuova carrozzeria con mascherina frontale abbassata ed allargata.

#### Telaio #D25-0003
Nasce dalla “trasformazione” della #D24/0007, una D24 costruita ex novo nel febbraio 1954 in vista della partecipazione alla Mille Miglia, targata il 26-4-54 (TO162251); partecipa alla Mille Miglia 1954 con PieroTaruffi; dopo la Mille Miglia la vettura viene  “accantonata” e successivamente “trasformata” in D25 (viene numerata D25-0003 e riceve la targatura TO 158289 in data 8/3/1954); è spedita al Tourist Trophy 1954 come “muletto”.

#### Telaio #D25-0004
Nasce dalla “trasformazione” della #D24/0008, una D24 costruita ex novo nel febbraio 1954 in vista della partecipazione alla Mille Miglia, targata il 26-4-54 (TO162249):  partecipa alla Mille Miglia 1954 con Eugenio Castellotti; dopo la Mille Miglia la vettura viene  “accantonata” e successivamente “trasformata” in D25 (viene numerata D25-0004 e riceve la targatura TO 168656 in data 27/8/1954); partecipa con Ascari/Villoresi al Tourist Trophy 1954.

#### Unità costruite
Ne risultano stimate 3. Difficile definire con certezza gli esemplari effettivamente costruiti, considerate le numerose ri-numerazioni e ri-targature (che potrebbero essere maggiori e/o diverse rispetto a quelle soprariportate)

### Caratteristiche tecniche
| Caratteristiche tecniche Lancia D25 spider competizione | |
| Motore                                                  | tipo D25, anteriore, longitudinale, monoblocco; blocco motore fuso in lega d'alluminio, pistoni in lega d'alluminio; camere di scoppio emisferiche; albero motore (molto corto) ottenuto per stampaggio a caldo, contrappesato e ruotante su 4 supporti (l'albero motore ruota su cuscunetti Vanderwell a guscio sottile); diametro dei perni di banco 69,9 mm. circa, diametro dei perni di manovella 57,5 mm. circa. |
| Numero e posizione cilindri                             | 6 cilindri a V (60°). |
| Cilindrata                                              | cm³ 3749,69 (alesaggio mm 93,00 - corsa mm 92,00); per l'eventuale partecipazione alla Carrera Panamericana 1954, viene preparato un motore di cm³ 3464,39 (alesaggio mm 93,00 - corsa mm 85,00) che tuttavia viene montato su un esemplare per i collaudi ma non scende mai in gara. |
| Distribuzione                                           | quattro alberi a camme in testa (due per bancata) comandati da catena ed azionanti direttamente le valvole (evidentemente in testa) mediante piattelli a forma di controfungo avvitati allo stelo delle valvole stesse (che sono inclinate di 66° tra di loro, quindi di 33° rispetto all'asse del cilindro). |
| Rapporto di compressione                                | 8,6:1 |
| Potenza max                                             | 300/305 HP a 6500 giri/minuto; il motore di cm³ 3464,39 preparato per l'eventuale partecipazione alla Carrera Panamericana eroga 280 HP a 6500 giri/minuto: questo motore tuttavia viene montato su un esemplare per i collaudi ma non scende mai in gara. |
| Lubrificazione                                          | forzata,a carter secco; radiatore olio frontale e serbatoio nel parafango anteriore destro, senza presa d'aria; filtro olio a cartuccia. |
| Raffreddamento                                          | ad acqua, a circolazione forzata con pompa; ventola meccanica. |
| Accensione                                              | a due spinterogeni (uno per ciascuna bancata dei cilindri); due candele per cilindro; ordine di accensione: 1-4-3-6-5-2 |
| Alimentazione                                           | a tre carburatori Weber 46 DCF3 doppio corpo verticali; dati di regolazione dei carburatori: Diffusori mm 34 - getti principali mm 140 – freni aria mm 150 – getti del minimo mm 0,70 – getti pompa mm 0,50 |
| Impianto elettrico                                      | a 12 Volt; dinamo 17 A; batteria da 48 Ah |
| Trasmissione                                            | trazione sulle ruote posteriori; frizione, cambio e differenziale in gruppo unico disposto al retrotreno; differenziale autobloccante Lancia. |
| Frizione                                                | frizione in blocco unico con cambio e differenziale (blocco unico disposto al retrotreno, come indicato alla voce “trasmissione”) con doppio disco a secco; la frizione monta dischi portanti guarnizioni FREN-DO 554 incollate. |
| Cambio                                                  | cambio in blocco con frizione e differenziale (blocco unico disposto al retrotreno, come indicato alla voce “trasmissione”) a sbalzo, a 4 rapporti + retromarcia con II, III e IV marcia sincronizzate; scatola del cambio in lega leggera; blocco cambio con coppa olio supplementare; le due vetture impiegate al Tourist Trophy hanno questi rapporti: I=2,588:1 (17/44); II=1,346:1 (26/35); III=1,033:1 (30/31); IV=0,848:1 (33/28); comando a leva centrale. |
| Rapporto al ponte                                       | coppia conica; rapporti finale di riduzione possibili: 3,700:1 (10/37) - 3,900:1 (10/39) - 4,000:1 (10/40) - 4,100:1 (10/41) - 4,200:1 (10/42) - 4,444:1 (9:40) – 4,667:1 (9/42) – 5,000:1 (9/45); le due vetture impiegate al Tourist Trophy adottano il rapporto 4,444:1 (9/40). |
| Telaio                                                  | costituito da due travature laterali con tubi d’acciaio al cromomolibdeno portanti superiori ed inferiori e innumerevoli puntoni triangolari per l'irrigidimento dell'insieme. Il gruppo frizione/cambio/differenziale, integrato al telaio, ha funzioni portanti. |
| Sospensioni ant.                                        | a ruote indipendenti, balestra unica trasversale superiore, bracci trasversali; ammortizzatori telescopici |
| Sospensioni post.                                       | a ruote semi-indipendenti del tipo De Dion costituito da un tubo di acciaio speciale (opportunamente sagomato) ancorato trasversalmente, balestre semiellittiche, tamponi in gomma sul telaio per limitare l'escursione verticale della sospensione ed ammortizzatori idraulici telescopici. |
| Impianto frenante                                       | freni d'esercizio, a pedale, idraulici ed agenti sulle 4 ruote; ganasce “autofrenanti”; diametro dei tamburi anteriori e posteriori cm 34; freno a mano di stazionamento, meccanico, agente sulle ruote posteriori. |
| Sterzo                                                  | sterzo a vite senza fine e settore elicoidale con comando a quadrilatero deformabile; |
| Ruote                                                   | Borrani, a raggi, da 16” (5K-16 anteriormente e 5.1/2K-16 posteriormente). |
| Pneumatici                                              | Pirelli Stelvio; misure: 6.00x16 anteriormente e 7.00x16 posteriormente. |
| Passo                                                   | due le misure di passo previste: cm 230 oppure cm 245; delle due D25 utilizzate al Tourist Trophy del settembre 1954, una aveva il passo corto, l'altra quello più lungo |
| Carreggiate anter-poster                                | anteriormente cm130,0 -posteriormente cm 126,0 oppure 132,0. |
| Lunghezza x larghezza x altezza                         | vettura (spider) cm 380,0 x cm 144,0 x cm 96,0 |
| Carrozzeria, arredamenti ed accessori                   | spider monoposto/biposto dovuto alla matita della carrozzeria Pininfarina (il posto laterale del “passeggero” è chiuso da un pannello amovibile con evidente vantaggio aerodinamico ma, asportando il pannello, è possibile alloggiare un po' fortunosamente un copilota/meccanico); le tre D25 preparate per disputare il Tourist Trophy del settembre 1954 hanno carrozzeria quasi identica rispetto a quella "tradizionale" delle D24, da cui si differenziano soprattutto per una mascherina anteriore più tondeggiante e per la scomparsa delle prese d'aria sopra al parafango anteriore destro; l'ultima D25, allestita nel 1955, ha una mascherina frontale completamente diversa, più larga e bassa; volante di guida in duralluminio e legno. |
| Peso a vuoto                                            | a secco: passo corto (cm 230) Kg. 755; passo lungo (cm 245) Kg 760; le D25 impiegate al Tourist Trophy del settembre 1954 hanno un peso a secco di circa Kg. 750 |
| Serbatoio carburante                                    | realizzato in lamiera di alluminio saldato, sistemato in coda alla vettura, con capacità di 115 litri. |
| Velocità massima                                        | velocità massima in IV marcia, con il motore da 3,7 litri ed il rapporto al ponte meno demoltiplicato: 290 km/h. |

## L'attività sportiva
Narrare la storia agonistica della D25 è presto fatto: l'amaro debutto avviene al Tourist Trophy l'11 settembre 1954, dove entrambe le vetture scese in gara sono costrette al ritiro. La disfatta accelera la decisione - peraltro già nell'aria - di abbandonare le corse internazionali per vetture sport. Pare poi che una D25, guidata da Eugenio Castellotti,  abbia partecipato, il 19 settembre, alla corsa in salita Bologna-Passo della Raticosa ed abbia vinto: alcune fonti, tuttavia, indicano in D24 anziché D25 il modello di vettura pilotata dal lodigiano. Resta da dire che, nei primi mesi del 1955, forse più che altro per venire incontro ad uno specifico desiderio di Alberto Ascari che avrebbe voluto partecipare alla Carrera Panamericana di fine anno, si vara la costruzione di un esemplare speciale di D25 munito di una diversa carrozzeria - sempre dovuta a Pininfarina – caratterizzata da una calandra anteriore più bassa e più larga: la morte di Alberto Ascari (26 maggio 1955) segna la fine inesorabile e definitiva della D25, (l'esemplare allestito, quasi completo, viene in qualche modo ultimato e subito relegato nel Museo Lancia, dove tuttora si trova).

### Irlanda del Nord, 1954, 11 settembre, XXI R.A.C. (Royal Automobile Club) Tourist Trophy

In primo piano la D25 di Juan Manuel Fangio, seguita dalla D24 di Piero Taruffi

Dopo quattro gare (Buenos Aires, Sebring, Mille Miglia e Le Mans) la situazione di classifica del Campionato Internazionale Marche Vetture Sport vede la Lancia staccata di soli 8 punti dalla Ferrari  (Ferrari 22 punti, Lancia 14) per cui, mancando ancora due prove al termine (Tourist Trophy e Carrera Panamericana), l'assegnazione del titolo è assolutamente aperta. Su queste basi, malgrado ormai nel settore agonistico-sportivo l'attività della Casa torinese sia concentrata più sullo sviluppo della monoposto di Formula Uno (la D50) che non sulla preparazione delle macchine da impiegare nelle corse della categoria sport, viene deciso di scendere in campo con quattro macchine per contrastare le Ferrari nel R.A.C. Tourist Trophy, in calendario a Dundrod in Irlanda l'11 settembre 1954. La “spedizione” oltralpe, contrariamente alla consuetudine Lancia, appare un po' raffazzonata ed improvvisata. In ogni caso, vengono fatte debuttare due nuove D25 da 3,7 litri (affidate ad Alberto Ascari/Luigi Villoresi ed a Juan Manuel Fangio/Eugenio Castellotti) ma, fortunatamente, in Irlanda vengono anche spedite due “tradizionali” D24 da 3,3 litri (destinate a Piero Taruffi/Roberto Piodi e Robert Manzon/Luigi Valenzano), che in ultima analisi saranno le macchine che salveranno l'onore della Marca. E veniamo alla corsa. Malgrado la squadra Ferrari risulti decimata dalle defezioni ed in gara rimanga una sola macchina “ufficiale”, la 3 litri 4 cilindri di Mike Hawthorn/Maurice Trintignant, le quattro Lancia non riescono a tenere il passo della macchina rivale e devono accontentarsi delle piazze d'onore. Le D25 accusano problemi di stabilità determinati dalla insufficiente messa a punto delle nuove sospensioni anteriori e frequenti bloccaggi dei freni. A poco servono i cambi di pilota (consentiti dal regolamento) che in casa Lancia vengono messi in atto (Fangio “accoppiato” a Taruffi, Castellotti a Manzon). E comunque ci si mettono i ritiri: le due D25 sono costrette alla resa  (avaria motore per Fangio al 15º giro, guasto al differenziale per Ascari al 70º giro) e le D24 non riescono a far meglio che classificarsi al 2º ed al 3º posto della graduatoria assoluta di velocità, dietro alla Ferrari 3 litri (che, con Mike Hawthorn, segna anche il giro più veloce della giornata). Lungo un tratto del percorso, le Lancia vengono cronometrate sul chilometro lanciato ed ottengono un risultato discreto: la migliore delle D24, guidata da Piero Taruffi, supera di poco i 226 km all'ora, mentre la D25 di Alberto Ascari sfiora i 233 km all'ora. Il risultato finale della corsa delude fortemente Gianni Lancia, che è tentato di non partecipare all'ultima prova del Campionato Internazionale Vetture Sport, la Carrera Panamericana. Il colpo di grazia reca la data dell'8 ottobre 1954, giorno in cui Luigi Villoresi collauda una D25 con il motore da 3,5 litri sul circuito sanremese di Ospedaletti: la prova si conclude con un incidente causato dal guasto dello sterzo. Il pilota ne esce illeso, ma la vettura riporta alcuni danni. A quanto risulta, questa è davvero l'ultima uscita di una D25, dal momento che la Lancia decide di non partecipare alla Carrera Panamericana e di li a poco comunicherà ufficialmente il ritiro da questo genere di competizioni.

### Italia, 1954, 19 settembre, VII Bologna-Passo della Raticosa

Castellotti taglia il traguardo al passo della Raticosa

Malgrado in casa Lancia si mediti l'abbandono delle grandi competizioni per le vetture della categoria sport, viene proseguita la partecipazione delle D24/D25 alla corse minori che si svolgono in ambito nazionale. Domenica 19 settembre, troviamo infatti due Lancia sport impegnate (vittoriosamente) in altrettante cronoscalate: una D24 è impegnata, con Piero Taruffi, alla Catania-Etna, mentre una D25 corre invece in quel di Bologna, nelle mani di Eugenio Castellotti. Per dovere di cronaca (e per amore di verità storica) occorre precisare che secondo alcune fonti anche la macchina di Castellotti è del tipo D24 (TO 158156). L'affermazione di Eugenio Castellotti non è affatto facile, dal momento che l'agile Maserati A6GCS/53 spider, condotta magistralmente dal giovane bolognese Cesare Perdisa (ottimo conoscitore del percorso), si comporta oltre le aspettative, piazzandosi al secondo posto assoluto con un distacco davvero minimo (5”2/10) ove si consideri la lunghezza della gara (oltre 40 km) e soprattutto il fatto che la Maserati ha una cilindrata (2 litri) che è poco più della metà di quella della D25 (3,7 litri).

#### Classifica (primi 10) della corsa (percorso Km 43,200)
1. [#234] Castellotti Eugenio (Lancia D24 spider) 25'50”3/10, media Km/h 100,316
2. [#212] Perdisa Cesare (Maserati A6GCS/53 spider-2 litri) 25'55”5/10
3. [#---] Giardini Francesco (Osca Mt4-1100 spider) 27'13”2/10
4. [#---] Bordoni Franco (Gordini spider) 27'37”7/10
5. [#---] Valenzano Piero (Maserati A6GCS/53 spider-2 litri) 28'01”3/10
6. [#---] Cacciari Alberico (Maserati A6GCS/53 spider-2 litri) 28'20”
7. [#174] Cecchini Giorgio (Stanguellini 750 spider) 28'21”3/10
8. [#---] Bosisio Luigi (Maserati A6GCS/53 spider-2 litri) 28'56”1/10
9. [#---] Biondetti Clemente (Osca 4500 speciale) 28'59”9/10
10. [#---] Leopardi Giulio (Alfa Romeo 1900 TI berlina) 29'10”8/10